# Клюнья
Клюнья́ (фр. Clugnat, окс. Clunhac) — коммуна во Франции, находится в регионе Лимузен. Департамент коммуны — Крёз. Входит в состав кантона Шатлю-Мальвале. Округ коммуны — Гере.
Код INSEE коммуны — 23064.

## Население
Население коммуны на 2010 год составляло 709 человек.
| 1962 | 1968 | 1975 | 1982 | 1990 | 1999 | 2010 |
| ---- | ---- | ---- | ---- | ---- | ---- | ---- |
| 1004 | 916  | 836  | 809  | 752  | 687  | 709  |

## Экономика
В 2010 году среди 417 человек трудоспособного возраста (15—64 лет) 266 были экономически активными, 151 — неактивными (показатель активности — 63,8 %, в 1999 году было 62,3 %). Из 266 активных жителей работали 239 человек (139 мужчин и 100 женщин), безработных было 27 (14 мужчин и 13 женщин). Среди 151 неактивных 24 человека были учениками или студентами, 60 — пенсионерами, 67 были неактивными по другим причинам.